# Jean-Luc Foudy
Jean-Luc Foudy, född 13 maj 2002, är en kanadensisk professionell ishockeyforward som är kontrakterad till Colorado Avalanche i National Hockey League (NHL) och spelar för Colorado Eagles i American Hockey League (AHL).
Han har tidigare spelat för Mörrums Gois IK i Hockeyettan och Windsor Spitfires i Ontario Hockey League i (OHL).
Foudy draftades av Colorado Avalanche i tredje rundan i 2020 års draft som 75:e spelare totalt.
Han är son till den före detta friidrottaren France Gareau, som vann silvermedalj i damernas 4 x 100 meter stafett vid Olympiska sommarspelen 1984, och yngre bror till Liam Foudy.

## Statistik
| 2017–2018  | Toronto Titans     | GTHL        | 52  | 25 | 35 | 60 | 40 | —  | — | — | — | — |
| 2018–2019  | Windsor Spitfires  | OHL         | 63  | 8  | 41 | 49 | 16 | 4  | 0 | 1 | 1 | 2 |
| 2019–2020  | Windsor Spitfires  | OHL         | 59  | 15 | 28 | 43 | 12 | —  | — | — | — | — |
| 2020–2021  | Mörrums Gois IK    | Hockeyettan | 10  | 2  | 1  | 3  | 6  | —  | — | — | — | — |
|            | Colorado Eagles    | AHL         | 34  | 3  | 11 | 14 | 12 | 2  | 0 | 1 | 1 | 0 |
| 2021–2022  | Colorado Eagles    | AHL         | 65  | 9  | 17 | 26 | 28 | 9  | 4 | 3 | 7 | 2 |
| 2022–2023  | Colorado Avalanche | NHL         | 1   | 0  | 0  | 0  | 2  | —  | — | — | — | — |
|            | Colorado Eagles    | AHL         | 18  | 5  | 9  | 14 | 10 | —  | — | — | — | — |
| NHL totalt | NHL totalt         | NHL totalt  | 1   | 0  | 0  | 0  | 2  | —  | — | — | — | — |
| AHL totalt | AHL totalt         | AHL totalt  | 117 | 17 | 37 | 54 | 50 | 11 | 4 | 4 | 8 | 2 |
| OHL totalt | OHL totalt         | OHL totalt  | 122 | 23 | 69 | 92 | 28 | 4  | 0 | 1 | 1 | 2 |

### Internationellt
| Källa: Uppdaterad: 2022-11-30 | Källa: Uppdaterad: 2022-11-30 | Källa: Uppdaterad: 2022-11-30 |         | Utv = Utvisningsminuter | Utv = Utvisningsminuter | Utv = Utvisningsminuter | Utv = Utvisningsminuter | Utv = Utvisningsminuter |
| År                            | Lag                           | Mästerskap                    | Matcher | Mål                     | Assists                 | Poäng                   | Utv                     |                         |
| ----------------------------- | ----------------------------- | ----------------------------- | ------- | ----------------------- | ----------------------- | ----------------------- | ----------------------- | ----------------------- |
| 2018                          | Kanada                        | Hlinka Gretzky                | 5       | 2                       | 2                       | 4                       | 2                       |                         |
| Junior totalt                 | Junior totalt                 | Junior totalt                 | 5       | 2                       | 2                       | 4                       | 2                       |                         |